# Хоренко Володимир Федорович
Володимир Федорович Хоре́нко (нар. 27 листопада 1927, Сталіно — пом. 2001) — український живописець; член Спілки художників СРСР з 1970 року.

## Біографія
Народився 27 листопада 1927 року в місті Сталіному (тепер Донецьк, Україна). 1955 року закінчив Одеське художнє училище (викладачі: Мартин-Вігдор Кордонський, Михайло Тодоров, Абрам Векслер, Леонід Мучник). Член КПРС з 1968 року.
З 1967 року учасник всесоюзних, республіканських, обласних виставок. Перша персональна виставка відбулася в Донецьку в 1974 році. 
Жив і працював в Донецьку. Помер у 2001 році.

## Твори
Працював в галузі станкового живопису. Автор пейзажів, натюрмортів і жанрових сцен. Основні твори:
- замальовки з життя партизанів (1944);
- «Набережна» (1967);
- «Зимовий день» (1967);
- «Місто росте» (1967);
- «Макіївське шосе» (1967);
- «Партизани на відпочинку» (1967, монотипія);
- «Колгоспний ринок» (1968);
- «Шахтарські будні» (1968);
- «Донецьк святковий» (1981—1983);
- «Веранда в Гурзуфі» (1987);
- «Донецький натюрморт» (1989);
- «Скелі в морі» (1991) та інші.

Роботи художника зберігаються в Донецькому художньому музеї, в приватних зібраннях України та за кордоном.